# Латакія (район)
Латакія (араб. منطقة اللاذقية) — район (мінтака) у Сирії, входить до складу провінції Латакія. Адміністративний центр — м. Латакія.
Адміністративно поділяється на 7 нохій:
- Латакія-Центр
- Аль-Бахлулія
- Рабіа
- Айн-аль-Бейда
- Касталь-Мааф
- Кесаб
- Хенаді

| Сирія | Це незавершена стаття з географії Сирії. Ви можете допомогти проєкту, виправивши або дописавши її. |